# Yumi Nakata
Yumi Nakata (中田 ゆみ, Nakata Yumi) es una ilustradora y mangaka japonesa. Nació en la prefectura de Okayama, Japón. Entre sus principales obras están Chu-Bra!!, Okusama ga Seito Kaichō! y Shishunki-chan no Shitsukekata.

## Trabajo

### Inicios
Yumi comenzó escribiendo historias One-shot para la revista "Young Animal" de la editorial Hakusensha hasta que en 1999 se convirtió en dibujante profesional.
Entre 2000 y 2002, principalmente escribió mangas eróticos dedicados a los jóvenes en revistas para adultos, pero alrededor de 2003 comenzó a escribir para revistas juveniles generales como Shōnen Gahōsha y Jitsugyō no Nihon Sha.
Su obra maestra, ``¡Okusama ga Seito Kaichō!!, se convirtió en serie de anime en 2015 y 2016.

### Estilo
Su estilo de dibujo se centra principalmente en los diseños moe y ecchi que atrae la atención de los jóvenes.

## Obras
- Fèidiǎn 1000 dù (Wanimagazine)
- Rentarurabā (Schwering Publishing)[2])
- 2007: Chu-Bra!! (Comic High!)
- 2008: Iinari Princess (Jitsugyo no Nihon Sha)[3]
- 2008: Kanojo no kagiwoakeru hōhō (Akita Shoten)[4]
- 2012: Okusama ga Seito Kaichō! (Ichijinsha)
- 2016: Mōjū-sei shōnen shōjo (Akita Shoten)
- 2019: Shishunki-chan no Shitsukekata (Cómo educar a los adolescentes)(Monthly ComicREX, Ichijinsha)

### Otros trabajos
Nakata ha trabajado como ayudante en otras series, como guionista, ilustradora y storyboarder:
- Masō Gakuen H × H: Carta del Ending del episodio 9 del anime.
- Hajimete no Gal: Carta del Ending del episodio 5 del anime.
- Ore ga Suki nano wa Imōto dakedo Imōto ja nai: Carta del Ending del episodio 3 del anime.